# Philonotis falcata
Philonotis falcata là một loài rêu trong họ Bartramiaceae. Loài này được Hook. Mitt. mô tả khoa học đầu tiên năm 1859.